# Onthophagus pennsylvanicus
Onthophagus pennsylvanicus är en skalbaggsart som beskrevs av Edgar von Harold 1871. Onthophagus pennsylvanicus ingår i släktet Onthophagus och familjen bladhorningar. Inga underarter finns listade i Catalogue of Life.